# 수 (심불상응행법)
수(數, 산스크리트어: saṃkhyā), 개수(個數), 수량(數量) 또는 숫자(數字)는 다음의 분류, 그룹 또는 체계의 한 요소이다.
- 대승불교의 유식유가행파와 법상종의 5위 100법에서 심불상응행법(心不相應行法: 24가지) 가운데 하나이다.
- 5위 100법의 심불상응행법 중 인과(因果: 동시인과의 관점에서 본 모든 또는 개별 유위법)와 관련된 9가지 법인 유전(流轉) · 정이(定異) · 상응(相應) · 세속(勢速) · 차제(次第) · 시(時) · 방(方) · 수(數) · 화합(和合) 가운데 하나이다.[3][4] 또는 이 9가지 법에 불화합(不和合)을 더한, 인과(因果)에 관련된 10가지 법 가운데 하나이다.[5][6]

수(數) · 개수(個數) · 수량(數量) · 숫자(數字)의 일반 사전적인 의미는 다음과 같다.
- 수(數): 셀 수 있는 사물을 세어서 나타낸 값[7]
- 개수(個數): 한 개씩 낱으로 셀 수 있는 물건의 수효[8]
- 수량(數量): 수효와 분량을 아울러 이르는 말[9]
- 수효(數爻): 낱낱의 수[10]
- 분량(分量): 수효, 무게 따위의 많고 적음이나 부피의 크고 작은 정도.[11]
- 숫자(數字): 기수법에서 수(數)를 표기하기 위한 기호 또는 문자[12]

유식유가행파의 교학에 따르면, 수(數, 산스크리트어: saṁkhyā, 개수, 수량, 숫자)는 갖가지 행(行: 유위법, 인과)을 '하나씩 하나씩 차별한 것[一一差別]'을 실재하는 법인 것처럼 가립한 것이다. 이것을 전통적인 표현으로는 제행일일차별(諸行一一差別) 또는 줄여서 일일차별(一一差別)이라고 한다. 달리 말하면, 수(數)는 법(法: 사물, 존재)의 제량(齊量: 균등한 분량)을 드러내는[表了] 것에 의거하여 그 여러 분위(分位: 측면, 국면, 양태, 단계, aspect, phase)를 개수 · 수량 또는 숫자로 설정하여 마치 이러한 개수 · 수량 또는 숫자가 하나의 실재하는 법(法)인 것처럼 가립한 것이다.
한편, 대승불교의 유식유가행파의 논서 가운데 하나인 《현양성교론》에서는 수(數)를 여러 유위법[行]들이 각기 구분되면서 상속하면서 그것들의 체상(體相: 본질과 현상)이 유전(流轉)하는 성질이라고 정의하고 있다.

## 정의
현대의 학자들에 따르면 인도불교의 유식학의 역사는 크게 3기로 나뉘는데, 제1기는 미륵(彌勒)과 무착(無着)의 유식학이고, 제2기는 세친(世親)의 유식학이고, 제3기는 호법(護法)과 안혜(安慧) 등의 10대 논사의 유식학이다.
아래 단락들은 이러한 구분에 의거하여 배열되어 있으며, 해당 유식학 논서에서 나타나는 수(數: 개수, 수량, 숫자)에 대한 정의를 기술한다.

## 같이 보기
- 화엄경 수사 목록
- 불가설불가설전

## 참고 문헌
- 곽철환 (2003). 《시공 불교사전》. 시공사 / 네이버 지식백과. |title=에 외부 링크가 있음 (도움말)
- 무착 지음, 현장 한역 (K.571, T.1602). 《현양성교론》. 한글대장경 검색시스템 - 전자불전연구소 / 동국역경원. K.571(16-1), T.1602(31-480). |title=에 외부 링크가 있음 (도움말)
- 무착 지음, 현장 한역, 이한정 번역 (K.572, T.1605). 《대승아비달마집론》. 한글대장경 검색시스템 - 전자불전연구소 / 동국역경원. K.572(16-157), T.1605(31-663). |title=에 외부 링크가 있음 (도움말)
- 미륵 지음, 현장 한역, 강명희 번역 (K.614, T.1579). 《유가사지론》. 한글대장경 검색시스템 - 전자불전연구소 / 동국역경원. K.570(15-465), T.1579(30-279). |title=에 외부 링크가 있음 (도움말)
- 세친 지음, 현장 한역, 송성수 번역 (K.618, T.1612). 《대승오온론》. 한글대장경 검색시스템 - 전자불전연구소 / 동국역경원. K.618(17-637), T.1612(31-848). |title=에 외부 링크가 있음 (도움말)
- 세친 지음, 현장 한역, 송성수 번역 (K.644, T.1614). 《대승백법명문론》. 한글대장경 검색시스템 - 전자불전연구소 / 동국역경원. K.644(17-808), T.1614(31-855). |title=에 외부 링크가 있음 (도움말)
- 안혜 지음, 지바하라 한역, 조환기 번역 (K.619, T.1613). 《대승광오온론》. 한글대장경 검색시스템 - 전자불전연구소 / 동국역경원. K.619(17-641), T.1613(31-850). |title=에 외부 링크가 있음 (도움말)
- 안혜 지음, 현장 한역, 이한정 번역 (K.576, T.1605). 《대승아비달마잡집론》. 한글대장경 검색시스템 - 전자불전연구소 / 동국역경원. K.576(16-228), T.1606(31-694). |title=에 외부 링크가 있음 (도움말)
- 운허.  동국역경원 편집, 편집. 《불교 사전》. |title=에 외부 링크가 있음 (도움말)
- 호법 등 지음, 현장 한역, 김묘주 번역 (K.614, T.1585). 《성유식론》. 한글대장경 검색시스템 - 전자불전연구소 / 동국역경원. K.614(17-510), T.1585(31-1). |title=에 외부 링크가 있음 (도움말)
- 황욱 (1999). 《무착[Asaṅga]의 유식학설 연구》. 동국대학원 불교학과 박사학위논문.
- (영어) Sanskrit and Tamil Dictionaries. 《Cologne Digital Sanskrit Dictionaries》. Institute of Indology and Tamil Studies, Cologne University (www.sanskrit-lexicon.uni-koeln.de). |title=, |출판사=에 외부 링크가 있음 (도움말)
- (중국어) 무착 조, 현장 한역 (T.1602). 《현양성교론(顯揚聖教論)》. 대정신수대장경. T31, No. 1602, CBETA. |title=에 외부 링크가 있음 (도움말)
- (중국어) 무착 조, 현장 한역 (T.1605). 《대승아비달마집론(大乘阿毘達磨集論)》. 대정신수대장경. T31, No. 1605, CBETA. |title=에 외부 링크가 있음 (도움말)
- (중국어) 미륵 조, 현장 한역 (T.1579). 《유가사지론(瑜伽師地論)》. 대정신수대장경. T30, No. 1579. CBETA. |title=에 외부 링크가 있음 (도움말)
- (중국어) 星雲. 《佛光大辭典(불광대사전)》 3판. |title=에 외부 링크가 있음 (도움말)
- (중국어) 세친 조, 현장 한역 (T.1612). 《대승오온론(大乘五蘊論)》. 대정신수대장경. T31, No. 1612, CBETA. |title=에 외부 링크가 있음 (도움말)
- (중국어) 세친 조, 현장 한역 (T.1614). 《대승백법명문론(大乘百法明門論)》. 대정신수대장경. T31, No. 1614, CBETA. |title=에 외부 링크가 있음 (도움말)
- (중국어) 안혜 조, 지바하라 한역 (T.1613). 《대승광오온론(大乘廣五蘊論)》. 대정신수대장경. T31, No. 1613, CBETA. |title=에 외부 링크가 있음 (도움말)
- (중국어) 안혜 조, 현장 한역 (T.1606). 《대승아비달마잡집론(大乘阿毘達磨雜集論)》. 대정신수대장경. T31, No. 1606, CBETA. |title=에 외부 링크가 있음 (도움말)
- (중국어) 호법 등 지음, 현장 한역 (T.1585). 《성유식론(成唯識論)》. 대정신수대장경. T31, No. 1585, CBETA. |title=에 외부 링크가 있음 (도움말)